# Elena Ivanovna Barulina
Elena Ivanovna Barulina (Saratov, 25 de julho de 1895 – 9 de julho de 1957) foi uma botânica e geneticista russa, pioneira no estudo das lentilhas e de suas parentes selvagens. 
Em 1930, ela publicou o primeiro mapa da distribuição mundial das lentilhas e uma monografia de 317 páginas que ainda permanece como um trabalho de referência.

## Biografia
Elena nasceu em 1895, em Saratov, cidade portuária no rio Volga. Seu pai era administrador do porto. Após se formar no hoje equivalente ensino médio, onde ganhou uma medalha de prata por desempenho, em 1913, ela ingressou na faculdade de agronomia da Universidade de Saratov.

## Carreira
Elena era a primeira aluna da sala e um de seus professores, Nikolai Vavilov, a indicou para trabalhos de graduação e depois a convidou a acompanhá-lo até Leningrado, onde ele se tornaria o diretor do departamento de botânica aplicada. Lá ela se tornou assistente e depois acabou se casando com Vavilov em 1926, com quem teve um filho, Yuri Vavilov, que posteriormente se tornaria físico.
Elena se tornaria a especialista em lentilhas, classificando-as em seis grupos distintos. Baseado-se nas espécies selvagens de lentilhas, Elena determinou que a espécie atual cultivada de lentilha, a Lens culinaris se originou da espécie selvagem Lens orientalis. Em 1930 foi publicada sua monografia de 317 páginas, Lentils of U.S.S.R. and of other countries (Lentilhas na União Soviética e de outros países) como um suplemento do Boletim Aplicado de Botânica. Foi o primeiro mapa a mostrar a distribuição mundial de lentilhas.
Além de seu trabalho acadêmico com as lentilhas, Elena também participou de expedições botânicas na Crimeia, em 1923 e na Geórgia, em 1933. Fez comparações genéticas entre várias espécies cultivadas e selvagens para determinar seus locais de origens e doenças endêmicas.

## Últimos anos
A perseguição a seu marido por Stalin e por Trofim Lysenko, Vavilov acabou preso em 1941. Lysenko tomou o instituto, de onde se tornou seu diretor, o que obrigou Elena e seu filho Yuri a retornarem para Saratov, onde passaram toda a Segunda Guerra Mundial na pobreza. Sem saber que Vavilov tinha sido transferido para uma prisão em Saratov, ela continuou enviando comida para Moscou, na prisão onde ele tinha sido detido no início. A comida nunca foi entregue a ele.
Vavilov morreu em 1943 na prisão, mas sua carreira e sua imagem foram reabilitadas pelo governo em 1955. Elena então começou a editar os artigos e livros que o marido deixara incompletos, mas ela morreu subitamente em 9 de julho de 1957, aos 60 anos. Ela foi sepultada no Cemitério Bolshevskoe, em Moscou.